# HLD 51
De HLD 51 was een reeks van diesellocomotieven van de NMBS. De reeks 51 vormt, samen met de reeks 55, de tweede generatie van diesellocomotieven bij de NMBS. Begin jaren 1960 besloot de NMBS om zware diesellocs te bouwen, gebaseerd op het succes van de eerder gebouwde reeks 59, maar met meer vermogen en een zwaardere motor. Het vervoersaanbod voor zowel reizigers als goederen groeide. De reeks 51 (type 200) was de perfecte opvolger van de stoomlocomotief. Daarom werden 93 locs van deze reeks gebouwd. Het werd de sterkste diesellocomotief die ooit in België werd gebouwd. Ze werden gebruikt voor zowel reizigers- als goederentreinen. Tijdens de jaren 90 werden ze hoofdzakelijk ingezet voor de goederendienst.

## HLD 50
In de jaren 70 werden testen gedaan met een nieuwe motor van 4000 PK. Men bouwde hiervoor tijdelijk de 5101 om tot 5001. Zij kreeg een blauw jasje aangemeten en mocht 140 km/u snel. Door diverse problemen werden de testen midden jaren 1970 afgebroken. De loc werd hierna terug in zijn originele staat omgebouwd.
In 1992 heeft men de 5145 omgeschilderd als 5001, dit voor de opendeurdag in Kinkempois. Deze omschildering was tijdelijk.

## Afvoer
In 2003 werden de laatste exemplaren buiten dienst gesteld door de NMBS, als gevolg van de vele defecten. Hun diensten werden overgenomen door de locomotieven van reeks 77.
- De locomotieven 5104, 5105, 5107, 5111, 5121, 5122, 5127, 5132, 5133, 5135, 5167*, 5170*, 5174*, 5175, 5182 en 5185* zijn verkocht aan Italië (* in blauw/witte kleur).
- De locomotieven 5101 en 5146 zijn verkocht aan het Franse Secorail en gingen naar Algerije. Ze werden in nieuwe kleuren (oranje-geel) geschilderd. Loc 5101 was het oorspronkelijke prototype van de reeks 51.
- De locomotieven 5102-5103, 5106, 5108-5110, 5112-5119, 5123-5126, 5129-5131, 5134, 5136-5141, 5143-5145, 5147-5148, 5150-5160, 5162-5165, 5168-5169, 5171, 5173, 5176-5179, 5181, 5184, 5187-5193 zijn gesloopt.
- Enkele locs van deze reeks (5120, 5128, 5142, 5149, 5161, 5166 en 5183) worden bewaard als museumloc.

De reeks 51 heeft ruim 40 jaar dienstgedaan bij de NMBS, een goed resultaat gezien men hoopte ze minstens 30 jaar te kunnen gebruiken.
In 2006 werd door het TSP de plukloc 5117 (ex 5161) omgevormd tot 5001.